# SV Vitesse
Maillots
Le Sport Vereniging Vitesse, plus communément appelée le SV Vitesse, est un club de football bonairien basé dans la ville de Kralendijk dans l'île de Bonaire.

## Palmarès
- Championnat de Bonaire (7) :
  - Champion : 1968, 1969, 1970, 1971, 1981, 1991 et 1993.
  - Vice-champion : 1973, 1985, 1986, 1994.